# Holuhraun
Koordinaten: 64° 51′ 9″ N, 16° 49′ 53″ W

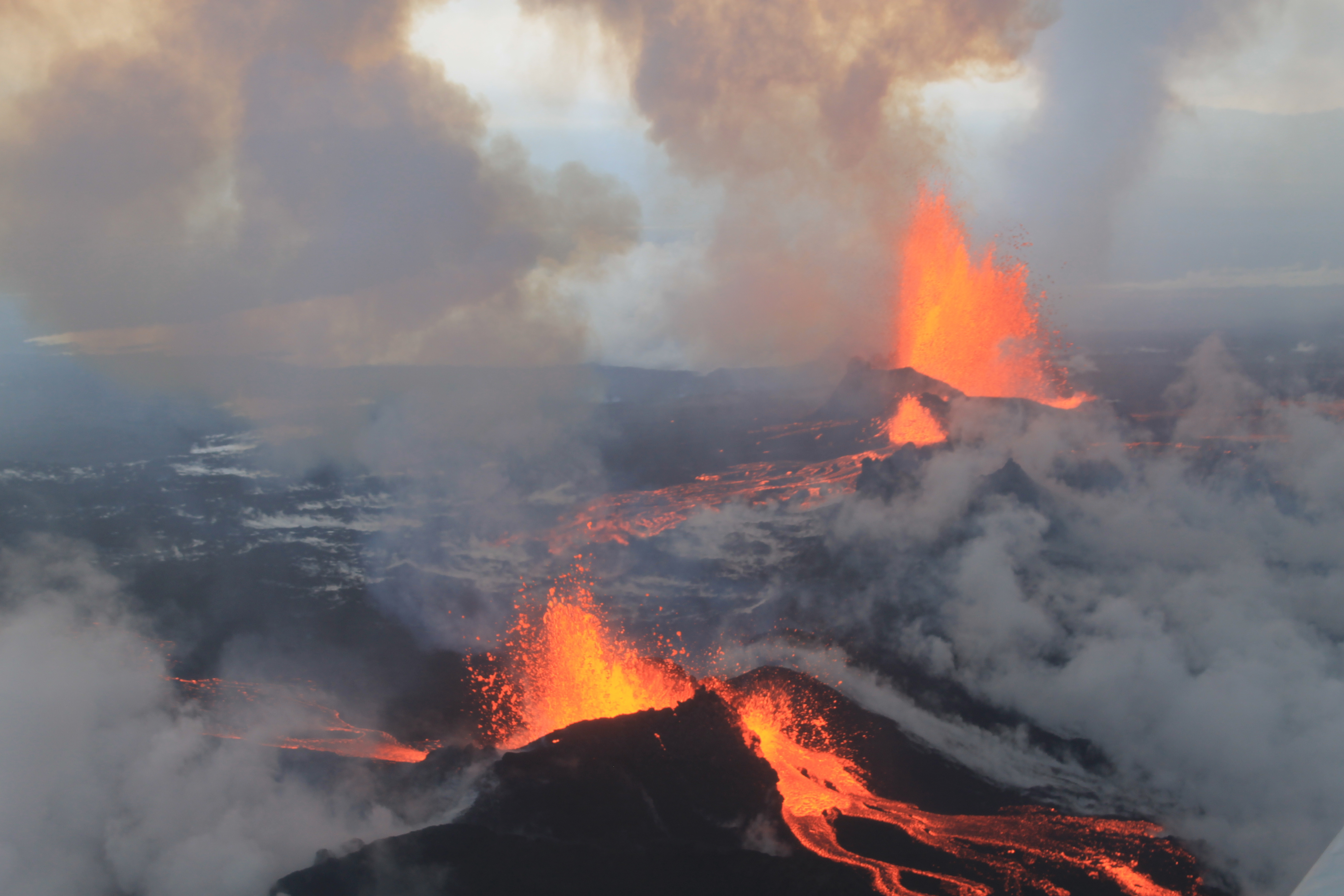
Ausbruch in Holuhraun am 4. September 2014

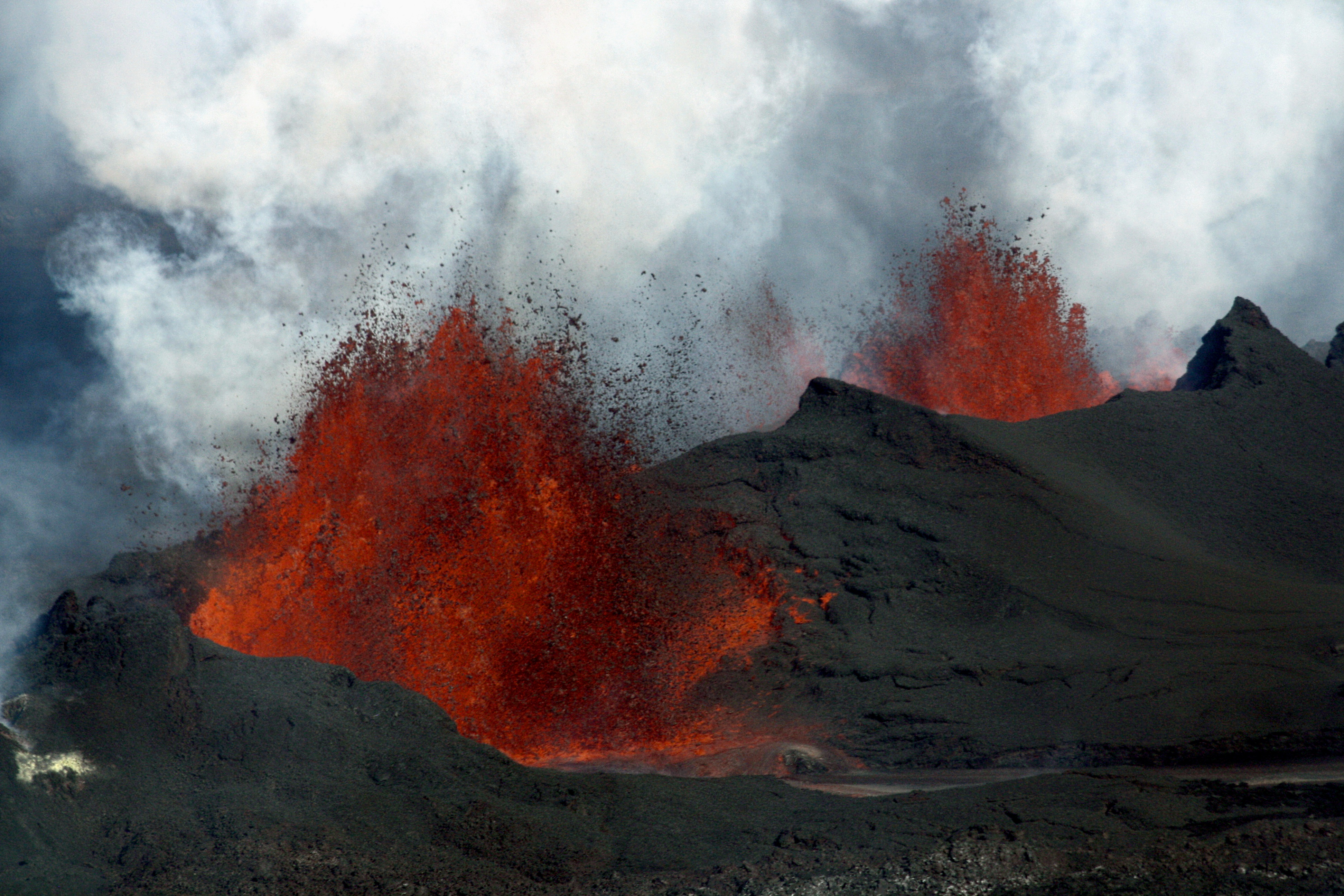
Vulkanausbruch im Lavafeld Holuhraun in Island

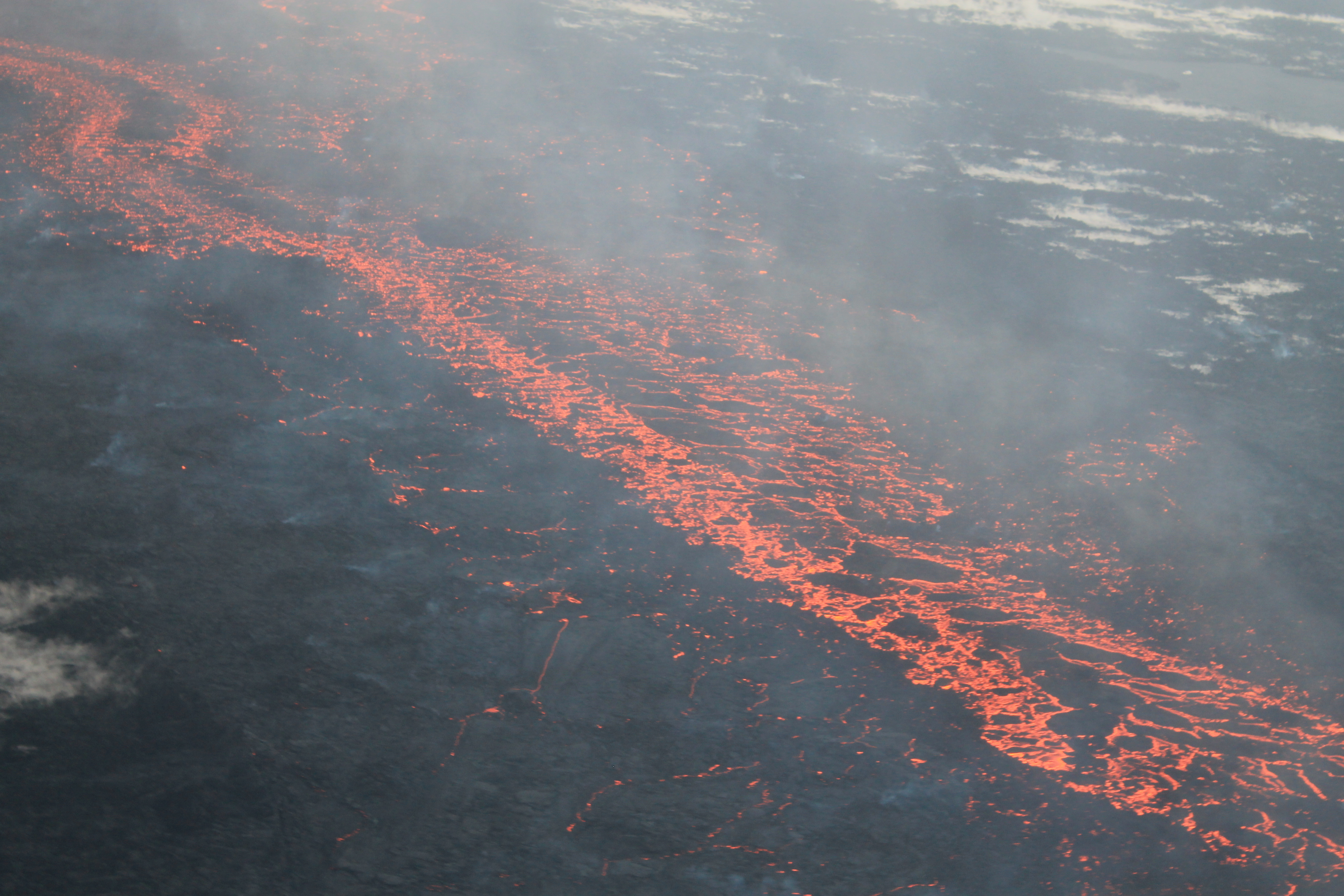
Lavastrom im Holuhraun

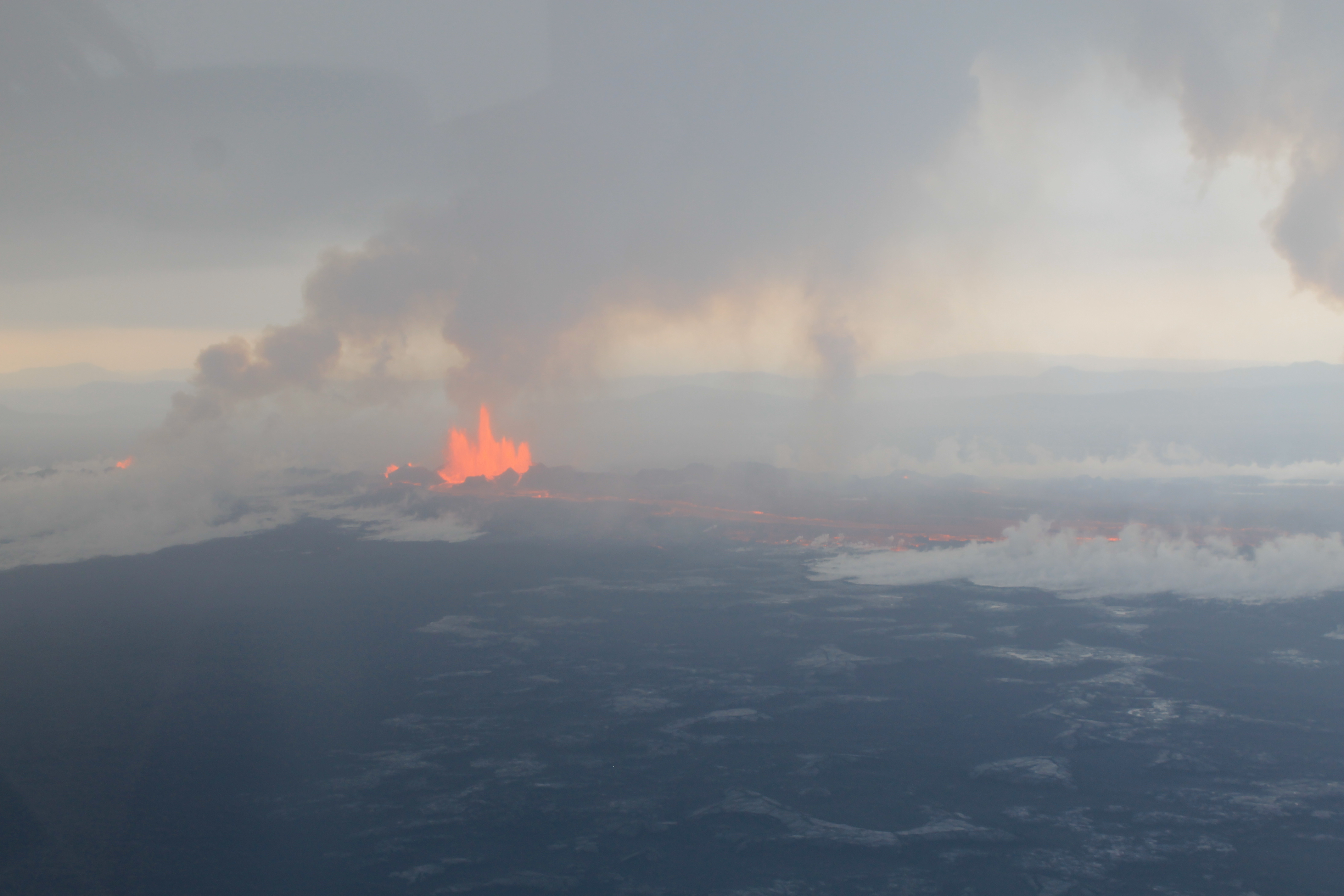
Gaswolken über der Ausbruchsstelle

Holuhraun ist ein Lavafeld im isländischen Hochland nördlich des Vatnajökull, das durch Spalteneruptionen entstanden ist.

## Name
Nach einer Forschungsexpedition von 1880 wurde das Lavafeld zunächst Kvíslarhraun genannt. Dies bezieht sich auf die darin und in der Nähe liegenden zahlreichen Quellflüsse (isländisch kvísl = Zweig; verzweigter Bach) der Jökulsá á Fjöllum, die hier aus dem Gletscher Dyngjujökull strömen.
Vier Jahre später erhielt es vom Geologen und Geographen Þorvaldur Thoroddsen seinen heutigen Namen.

## Zugehörigkeit
Bis vor Kurzem wurde das Lavafeld dem Vulkansystem der Askja zugerechnet. Neuere Untersuchungen zeigen aber, dass die Zusammensetzung der Lava auf eine Zugehörigkeit zum System der Bárðarbunga schließen lässt.

## Neueste Ausbruchsserie 2014–15
In der Nacht vom 28. auf den 29. August 2014 begann eine Spalteneruption in Holuhraun, am nördlichen Ende einer Magma-Intrusion, die sich seit dem 16. August von der Bárðarbunga aus nach Norden bewegt hatte. Im weiteren Verlauf bildete sich ein Hauptkrater mit einem Lavasee aus, der die Lavaströme nun speiste. Bis zum Ende des Ausbruchs im Februar 2015 waren auf einer Fläche von 85 km² etwa 1,4 km³ an neuer Lava produziert worden, Gíslason et al. schätzen die Lavamenge sogar auf 1,6±0,3 km³. In Island selbst bereitete die ungewöhnliche Menge der emittierten Gase (v. a. der Schwefelverbindungen) etliche Probleme.
Für das 2014–2015 neuentstandene Lavafeld wurden diverse Namen vorgeschlagen. Ein Komitee der Landgemeinde Skútustaðir, auf deren Gebiet das Lavafeld liegt, stimmte Ende 2015 über vier Vorschläge ab: Flæðahraun, Nornahraun, Urðarbruni und den bisherigen Namen, Holuhraun. Man entschied sich dafür, den Namen Holuhraun beizubehalten.